# Estação El Silencio
A Estação El Silencio é uma das estações do Metrô de Caracas, situada no município de Libertador, seguida da Estação Capuchinos. Administrada pela C. A. Metro de Caracas, é uma das estações terminais da Linha 2. A Estação El Silencio possibilita conexão com a Estação Capitolio, que atende à Linha 1.
Foi inaugurada em 6 de novembro de 1988. Localiza-se no cruzamento da Avenida Este 0 com a Avenida Sur 2. Atende a paróquia de Catedral.